# Adolf Emile Cohen

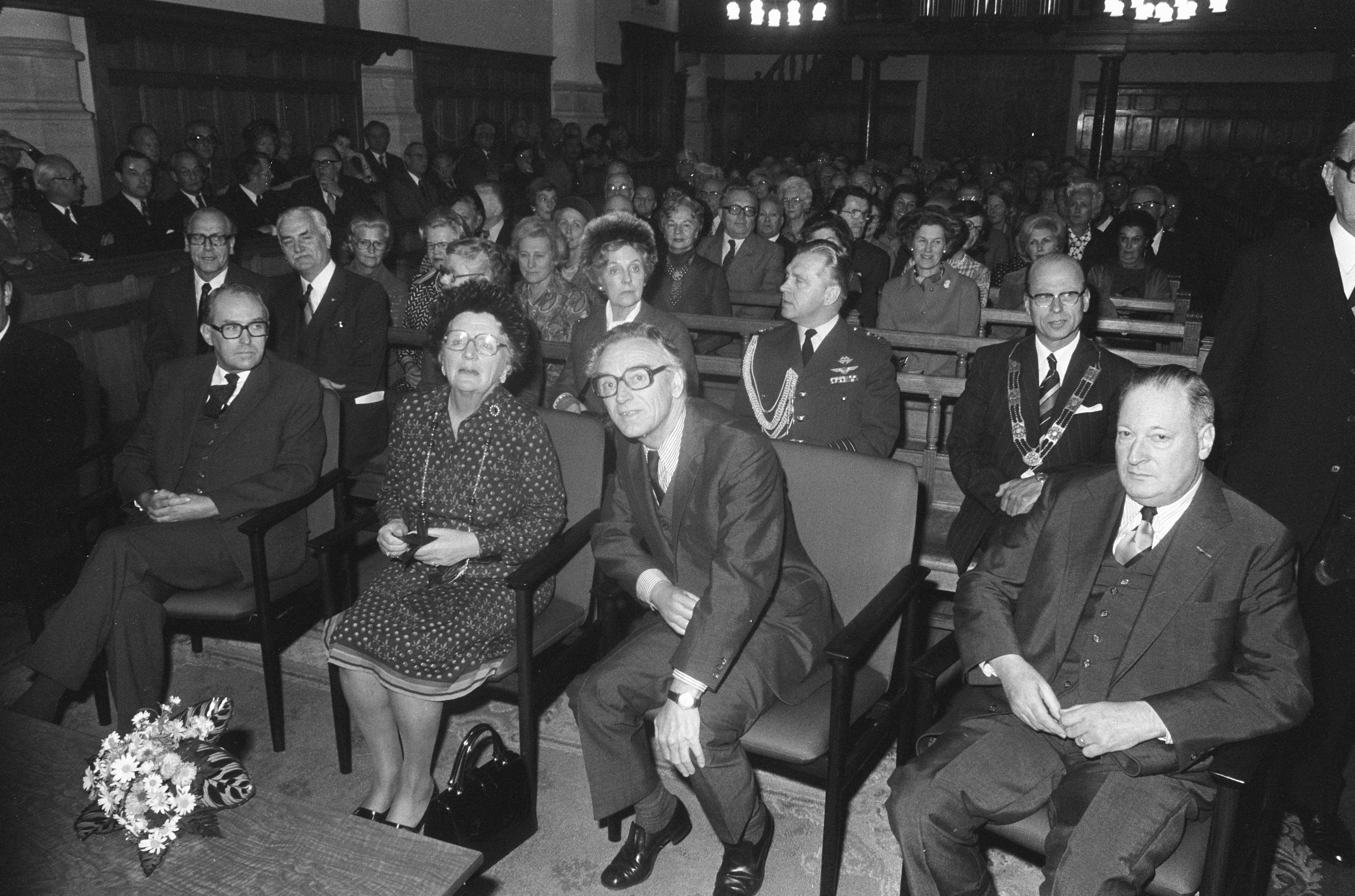
Vordere Reihe Königin Juliana von den Niederlanden, ganz rechts Adolf Emile Cohen

Adolf Emile Cohen auch: Dolf Cohen (* 4. Dezember 1913 in Rotterdam; † 26. Juni 2004 in Oegstgeest) war ein niederländischer Historiker.

## Leben
Adolf Emile stammte aus einer jüdischen Familie. Er wurde als Sohn des Historikers und Apothekers Hendrik Cohen (* 20. Dezember 1879 in Rotterdam; † 4. März 1945 in Bergen-Belsen) und dessen Frau Flora Polak (* 7. Juli 1885 in Rotterdam; † 4. März 1945 in Bergen-Belsen) geboren. In seinen Kindheitsjahren besuchte er das Erasmusgymnasium seiner Geburtsstadt und studierte ab 1932 an der Universität Leiden. Hier absolvierte er am 18. Juni 1935 sein Lehrerexamen in Geschichte, am 10. Juli 1940 sein Doktoratsexamen und promovierte unter Johan Huizinga am 18. August 1941 mit der Arbeit De visie op Troje van de westerse middeleeuwse geschiedschrijvers tot 1160 (deutsch: Die Vision von Troja von den westlichen mittelalterlichen Geschichtsschreibern bis 1160) zum Doktor der philosophischen Wissenschaften. Danach wirkte er bis 1942 als Lehrer am jüdischen Lyceum in Haarlem. Die NS-Besatzung überlebte er in einem Versteck. Nach dem Zweiten Weltkrieg wurde er 1945 Mitarbeiter, später Adjunktchef am Institut für Kriegs-, Holocaust und Genozidstudien in Amsterdam.
Am 9. November 1959 wurde er zum Professor der Geschichte des Mittelalters und deren Hilfswissenschaften an die Universität Leiden berufen, welche Aufgabe er am 1. Januar 1960 übernahm und am 23. September desselben Jahres seine Antrittsrede Otto van Freising als geschiedschrijver van zijn tijd (deutsch: Otto von Freising, als Geschichtsschreiber seiner Zeit) hielt. Ab 1969 beteiligte sich Cohen auch an den organisatorischen Aufgaben der Leidener Hochschule. Erst als Dekan der philosophischen Fakultät und ab 1972 bis 1976 als Rektor der Alma Mater. Dabei führte er die Bildungseinrichtungen durch turbulente Zeiten. Vor allem der Geist von 1968 bewegte die Studenten und Dozenten der Hochschule, welche eine Demokratisierung des Unterrichts forderten. 1979 zog sich Cohen in den Ruhestand zurück und hielt am 9. Februar 1979 seine Abschiedsvorlesung mit dem Titel Terug in de tijd (deutsch: Zurück in die Zeit). Für seine Hochschulleistungen wurde er mit dem Ritterorden vom niederländischen Löwen geehrt.

## Familie
Cohen heiratete am 14. Juni 1945 in Haarlem Henriëtte (Hetty) Koster (* 5. Oktober 1913 in Leeuwarden; † 8. März 1996 in Leiden), die Tochter des Apothekers Issac Koster (* 26. Oktober 1874 in Medemblik; † 10. Juli 1940 in Haarlem) und dessen am 10. Oktober 1912 in Amsterdam geheirateten Frau Marie (Mies) Esther Belinfante (* 21. November 1881 in Amsterdam; † 6. August 1969 in Haarlem), der Witwe des Arnold Carel Cosman (* 7. Januar 1910 in Leiden; † 15. Mai 1940 in Amsterdam, verh. 16. November 1939 in Haarlem). Aus der Ehe stammen zwei Söhne. Der Sohn Floris Cohen (* 1. Juli 1946 in Haarlem) wurde Wissenschaftshistoriker und verheiratete sich mit Maria Klever. Der Sohn Job Cohen (* 18. Oktober 1947 in Haarlem) wurde Bürgermeister von Amsterdam und verheiratete sich am 2. Juni 1972 mit Alida Christina (Lidie) Lodeweges (* 16. März 1948 in Deventer; † 4. August 2015 in Amsterdam).

## Werke (Auswahl)
- De visie op Troje van de westerse middeleeuwse geschiedschrijvers tot 1160. Assen 1941
- Vijf nota's van Mussert aan Hitler over de samenwerking van Duitschland en Nederland in een bond van Germaansche volkeren, 1940–1944. Den Haag 1947
- Historie en metahistorie: „Robert Fruin“ lustrumbundel 1952. Leiden 1952
- Het proces Rauter. Den Haag 1952
- Een onbekende tijdgenoot: De laatste Befehlshaber der Sicherheitspolizei in Nederland. Amsterdam 1955
- Enige formele gegevens betreffende Hitler's bemoeienis met Nederlandse aangelegenheden. Amsterdam 1956
- Regels en aanbevelingen ten gebruike bij het samenstellen van geschriften uit te geven door het Rijksinstituut voor oorlogsdocumentatie. Amsterdam 1956
- Regels voor de bewerking van de bronnenpublikaties van het Rijks-Instituut voor Oorlogsdocumentatie. Amsterdam 1956
- Schuldig slachtoffer: De derde Befehlshaber der Sicherheitspolizei und des SD in Nederland. Amsterdam 1957
- Het ontstaan van het duitse rijkscommissariaat voor Nederland. Amsterdam 1958
- Otto van Freising als geschiedschrijver van zijn tijd. Amsterdam 1960
- Vergelijken in de tijd. Groningen 1961
- Graaf, stad en school : rede gehouden ... 1964 ... ter herdenking van het 575-jarig bestaan van het Stedelijk Gymnasium te Haarlem. Haarlem 1965
- De Leidse universiteit in voortgang en traditie. Leiden 1975
- Terug in de tijd. Leiden 1979